# Carlyle Smith Beals
Carlyle Smith Beals (* 29. Juni 1899 in Canso, Nova Scotia; † 2. Juli 1979 in Ottawa) war ein kanadischer Astronom.
Er lehrte 1926/27 als Dozent für Physik an der Acadia University in Wolfville. Ab 1927 arbeitete er bis zum Jahre 1946 am Dominion Astrophysical Observatory in Victoria in der kanadischen Provinz British Columbia. Hier untersuchte er die Emissionslinien in den Spektren bestimmter heißer Sterne und Gaswolken im interstellaren Raum. Außerdem entwickelte er astronomische Instrumente.
Im Jahre 1946 wurde er zum Astronomen des Dominion Observatory in Ottawa ernannt. Unter anderem erstellte er eine Studie über Meteoritenkrater in Kanada. Er zählt zu den Begründern der Earth Impact Database. 1964 trat er in den Ruhestand.
1969 wurde ihm der Rang eines Officer of the Order of Canada verliehen. 1971 erhielt er die Auszeichnung Petrie Prize Lecture. Der Asteroid (3314) Beals und der Krater Beals auf dem Mond wurden nach ihm benannt.